# Oliver Reich
Oliver Michael Reich (* 30. Januar 1968 in München) ist ein deutscher Urologe und Professor. Er war bis 2022 Chefarzt der Urologischen Klinik am Klinikum Harlaching in München. Seit 2022 leitet er eine urologische Praxis in Unterhaching bei München.

## Leben
Reich studierte von 1989 bis 1995 Humanmedizin an der Ludwig-Maximilians-Universität München, der Universität Zürich und der University of California, San Francisco (UCSF). 1993 arbeitete er als Research Associate in Harare, Zimbabwe und bei Bruno Reichart an der Klinik für Herzchirurgie der LMU München. Er wurde 1998 mit In-vitro-Untersuchungen zur Elektro-Vaporisation der Prostata promoviert und 2004 über Experimentelle und klinische Untersuchungen zur Reduzierung des Blutverlustes bei der transurethralen Therapie der benignen Prostatahyperplasie habilitiert. 2001 legte er die Facharztprüfung für Urologie ab. Zwischen 1996 und 2003 war Reich zunächst Assistenzarzt am Kantonsspital St. Gallen, dann Wissenschaftlicher Angestellter an der Urologischen Klinik der Johannes Gutenberg-Universität Mainz und an der Urologischen Klinik der LMU München. 2003 wurde Reich zum Oberarzt der Urologischen Klinik der LMU München ernannt. 2007 übernahm er die Position des
Stellvertretenden Klinikdirektors und Leitenden Oberarztes der Urologischen Klinik und Poliklinik der LMU München. 2010 wurde er Chefarzt der Urologischen Klinik München-Harlaching. Seit 2022 leitet er mit Kollegen eine urologische Praxis in Unterhaching bei München. Operativ ist Reich seither tätig im Isarklinikum München.

## Klinisch-wissenschaftliche Arbeit
Reichs klinische und wissenschaftlicher Schwerpunkte liegen auf dem Gebiet der Prostataerkrankungen (u. a. Benigne Prostatahyperplasie), Onkologie, Urolithiasis und der Andrologie. Reich ist bekannt für minimalinvasive, funktionserhaltende operative Therapie von Erkrankungen der Prostata, der Harnblase sowie des oberen Harntraktes (Nieren wie Harnleiter). 2003 war Reich in Deutschland, aber auch in anderen Ländern wie Russland und Kasachstan als erster Operateur Pionier der Greenlight Lasertherapie zur schonenden Behandlung der benignen Prostatahyperplasie (BPH). Reichs besondere Kompetenz liegt in der operativen Behandlung von Prostataerkrankungen. Er war beteiligt an der Erstellung der aktuellen Leitlinien zu Diagnostik und Therapie des benignen Prostatasyndroms (BPS).

## Ehrungen und Auszeichnungen
- 2005 Wolfgang-Mauermayer-Preis der DGU „High Power (80W) Potassium-Titanyl-Phosphate (KTP) Laser Vaporization Of The Prostate In 66 High Risk Patients“
- 2007 European Association of Urology – American Association of Urology Scholar (zweijährlich verliehene Auszeichnung an 3 europäische Urologen unter 40 Jahren)
- 2009 Gewinner EAU European Urology Challenge 2009
- 2009 Wolfgang-Hepp-Preis der DGU „CEACAM1 - a novel urinary marker for bladder cancer detection“ (gesamte Arbeitsgruppe)